# Paulo Ferreira
Paulo Renato Rebocho Ferreira (Cascais, 18. siječnja 1979.) je portugalski umirovljeni nogometaš. Predstavljao je svoju zemlju, Portugal, osam godina. Za engleski nogometni klub Chelsea F.C. je igrao devet godina, u kojem je i završio svoju nogometnu karijeru. 